# Davy Pröpper
David Petrus Wenceslaus Henri Pröpper (Arnhem, Hollandia, 1991. szeptember 2. –) holland válogatott labdarúgó, posztját tekintve középpályás.

## Klubkarrier

### Vitesse
Pröpper 2010. január 17-én mutatkozott be a Vitesse csapatában egy N.E.C. elleni mérkőzésen, Kevin van Dierment váltotta a 84. percben. Első hazai mérkőzését április 13-án játszotta a NAC Breda csapata ellen a GelreDome-ban. Pröpper 11 mérkőzésen játszott a 2009–10-es szezonban.[forrás?]
Első gólját a Vitesse-ben a második szezonjában szerezte az Ajax elleni nyitómérkőzésen.[forrás?]

### PSV Eindhoven
2015. december 8-án ő szerezte a győztes gólt a CSZKA Moszkva elleni mérkőzésen a Bajnokok Ligája csoportkörében, ezzel a PSV Eindhoven kilenc év után újra eljutott a Bajnokok Ligája legjobb 16 csapata közé.[forrás?]

### Brighton & Hove Albion
2017. augusztus 7-én Pröpper négyéves szerződést írt alá a Brighton & Hove Albion csapatával, ezzel megdöntötte a klub átigazolási díjrekordját.

### PSV Eindhoven
2021. június 23-án a PSV Eindhoven bejelentette, hogy újra leszerződtette. 2022. január 4-én bejelentette visszavonulását a profi labdarúgástól, a motiváció hiányára és a jelenlegi futballkultúra miatti kényelmetlenségre hivatkozva.

### Vitesse
2023. január 27-én visszatért a labdarúgáshoz, és 2024. június 30-ig szóló szerződést írt alá első klubjával a Vitessvel. 2024. május 21-én bejelentette, hogy másodszor is visszavonul a profi labdarúgástól, miután a Vitesse kiesett az élvonalból.

## Válogatott karrier
Pröpper 2015. június 5-én debütált a holland felnőtt válogatottban egy Egyesült Államok elleni barátságos mérkőzésen az Amsterdam ArenA-ban (3–4-re az Egyesült Államok válogatottja győzött), Robin van Persie-t váltotta az 57. percben.

## Statisztika

### Klubcsapatokban
2017. május 20-án frissítve
| Adatok                 | Adatok                 | Adatok                 | Bajnokság | Bajnokság | Kupa  | Kupa  | Nemzetközi | Nemzetközi | Egyéb  | Egyéb  | Összesen | Összesen |
| Szezon                 | Klub                   | Bajnokság              | Mérk.     | Gólok     | Mérk. | Gólok | Mérk.      | Gólok      | Mérk.  | Gólok  | Mérk.    | Gólok    |
| Hollandia              | Hollandia              | Hollandia              | Bajnokság | Bajnokság | Kupa  | Kupa  | Európa1    | Európa1    | Egyéb2 | Egyéb2 | Összesen | Összesen |
| ---------------------- | ---------------------- | ---------------------- | --------- | --------- | ----- | ----- | ---------- | ---------- | ------ | ------ | -------- | -------- |
| 2009–10                | Vitesse                | Eredivisie             | 11        | 0         | 0     | 0     | –          | –          | –      | –      | 11       | 0        |
| 2010–11                | Vitesse                | Eredivisie             | 29        | 3         | 3     | 1     | –          | –          | –      | –      | 32       | 4        |
| 2011–12                | Vitesse                | Eredivisie             | 16        | 1         | 3     | 0     | –          | –          | 3      | 0      | 22       | 1        |
| 2012–13                | Vitesse                | Eredivisie             | 14        | 0         | 3     | 2     | 4          | 0          | –      | –      | 21       | 2        |
| 2013–14                | Vitesse                | Eredivisie             | 33        | 6         | 2     | 0     | 1          | 0          | 2      | 1      | 38       | 7        |
| 2014–15                | Vitesse                | Eredivisie             | 30        | 5         | 4     | 0     | –          | –          | 4      | 2      | 38       | 7        |
| Vitesse összesen       | Vitesse összesen       | Vitesse összesen       | 133       | 15        | 15    | 3     | 5          | 0          | 9      | 3      | 162      | 21       |
| 2015–16                | PSV Eindhoven          | Eredivisie             | 33        | 10        | 2     | 1     | 8          | 1          | 1      | 0      | 44       | 12       |
| 2016–17                | PSV Eindhoven          | Eredivisie             | 34        | 6         | 2     | 2     | 6          | 1          | 1      | 1      | 43       | 10       |
| PSV Eindhoven összesen | PSV Eindhoven összesen | PSV Eindhoven összesen | 67        | 16        | 4     | 3     | 14         | 2          | 2      | 1      | 87       | 22       |
| 2017–18                | Brighton & Hove Albion | Premier League         | 3         | 0         | 0     | 0     | 0          | 0          | 0      | 0      | 0        | 0        |
| Karrier összesen       | Karrier összesen       | Karrier összesen       | 200       | 31        | 19    | 6     | 19         | 2          | 11     | 4      | 249      | 43       |

### Góljai a válogatottban
| Msz. | Dátum               | Helyszín                               | Ellenfél         | Állás | Végeredmény | Esemény                          |
| ---- | ------------------- | -------------------------------------- | ---------------- | ----- | ----------- | -------------------------------- |
| 1.   | 2017. szeptember 3. | Amsterdam ArenA, Amszterdam, Hollandia | Bulgária         | 1–0   | 3–1         | 2018-as világbajnokság-selejtező |
| 2.   | 2017. szeptember 3. | Amsterdam ArenA, Amszterdam, Hollandia | Bulgária         | 3–1   | 3–1         | 2018-as világbajnokság-selejtező |
| 3.   | 2017. október 7.    | Borisov-Arena, Bariszav                | Fehéroroszország | 1–0   | 3–1         | 2018-as világbajnokság-selejtező |

## Sikerei, díjai
PSV Eindhoven
- Holland bajnokság: 2015–16
- Holland szuperkupa: 2015, 2016

## Magánélete
Davy Pröpper bátyja, Robin a FC Twente védője, míg öccse, Mike a RKHVV Huissen játékosa.

## Fordítás
Ez a szócikk részben vagy egészben  a   Davy Pröpper című angol Wikipédia-szócikk fordításán alapul.  Az eredeti cikk szerkesztőit annak laptörténete sorolja fel. Ez a jelzés csupán a megfogalmazás eredetét és a szerzői jogokat jelzi, nem szolgál a cikkben szereplő információk forrásmegjelöléseként.